# Канутама
Канутама (порт. Canutama) — муниципалитет в Бразилии. входит в штат Амазонас. Составная часть мезорегиона Юг штата Амазонас. Входит в экономико-статистический микрорегион Пурус, который входит в Юг штата Амазонас. Население составляет 12 738 человек на 2010 год. Занимает площадь 33 642,56 км². Плотность населения — 0,38 чел./км².

## Границы
Муниципалитет граничит:
- на севере — муниципалитет Тапауа
- на востоке — муниципалитет Умайта
- на юге — муниципалитет Лабреа

## Демография
Согласно сведениям, собранным в ходе переписи 2010 года Национальным институтом географии и статистики (IBGE), население муниципалитета составляло:
| Полное население                               | Полное население                               | Полное население                               | Полное население                               | 12 738 |
| ---------------------------------------------- | ---------------------------------------------- | ---------------------------------------------- | ---------------------------------------------- | ------ |
| в том числе:                                   | Городское население                            | 6682                                           | Процент городского населения, %                | 52,46  |
|                                                | Сельское население                             | 6056                                           | Процент сельского населения, %                 | 47,54  |
|                                                | Мужское население                              | 6872                                           | Процент мужского населения, %                  | 53,95  |
|                                                | Женское население                              | 5866                                           | Процент женского населения, %                  | 46,05  |
| Плотность населения, чел/км²                   | Плотность населения, чел/км²                   | Плотность населения, чел/км²                   | Плотность населения, чел/км²                   | 0,38   |
| Население муниципалитета в % к населению штата | Население муниципалитета в % к населению штата | Население муниципалитета в % к населению штата | Население муниципалитета в % к населению штата | 0,37   |

По оценке 2015 года, население муниципалитета составляло 15 130 жителей.

## Важнейшие населенные пункты
| № | Населённый пункт | Населённый пункт (порт.) | Категория | Население чел. (2010) | На карте                       |
| - | ---------------- | ------------------------ | --------- | --------------------- | ------------------------------ |
| 1 | Канутама         | Canutama                 | город     | 6682                  | 6°31′57″ ю. ш. 64°23′09″ з. д. |
| 2 | Ренасcер         | Renascer                 | поселок   | 251                   | 8°11′51″ ю. ш. 63°52′02″ з. д. |
| 3 | Банава           | Banawa                   | поселок   | 79                    | 6°42′52″ ю. ш. 64°56′14″ з. д. |